# ピカルディ・アパート

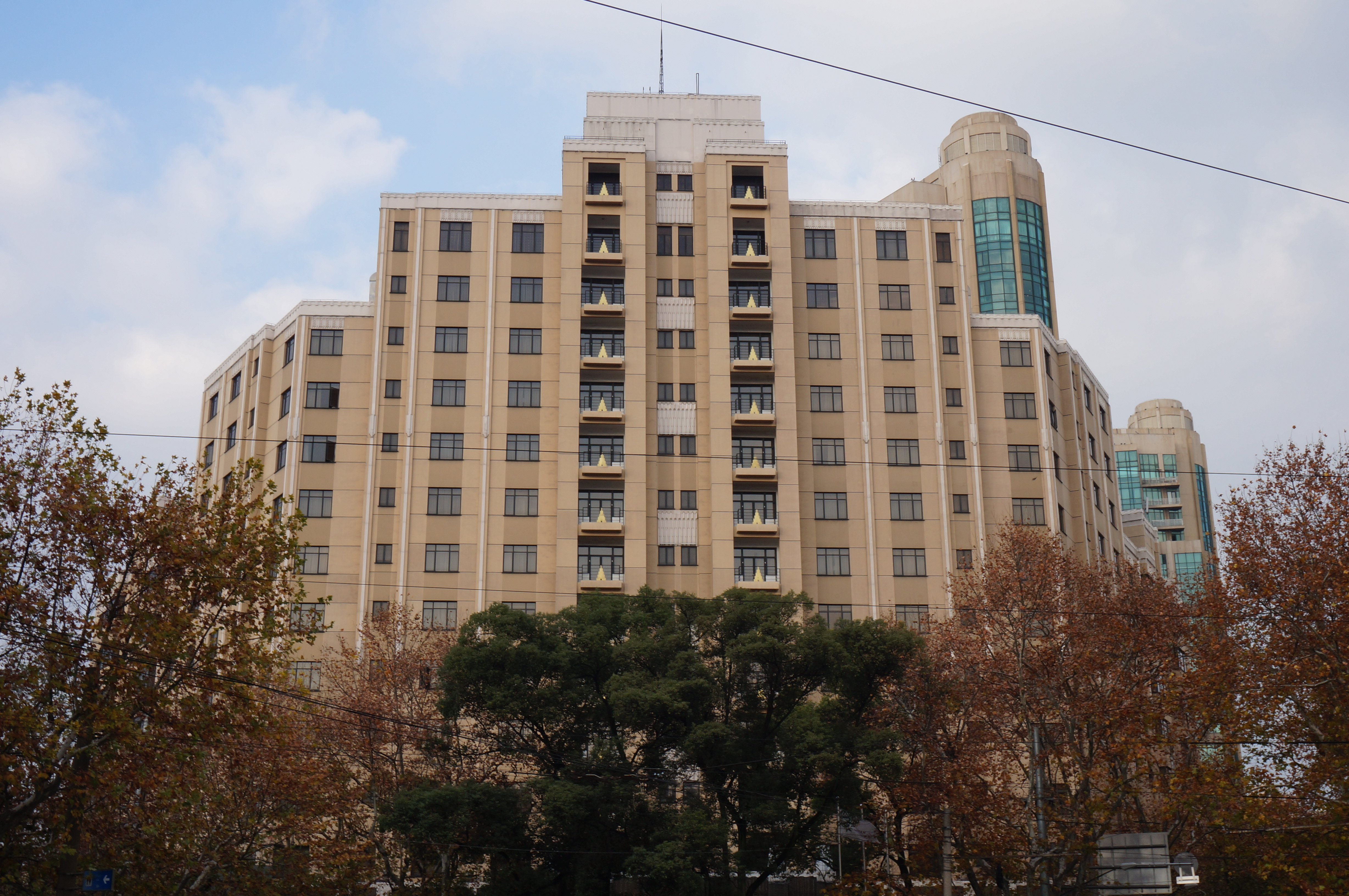
ピカルディ・アパート

ピカルディ・アパート（英語: I.S.S. Picardie Apartments）、中国語名は衡山賓館、は上海市徐匯区衡山路534号にあるホテルである。
このマンションは上海フランス租界の金融機関万国貯蓄会が開発した部件である。1935年に竣工した。戦後、ガスコーニュ・アパートは国民政府に接収され、政府官員用のマンションだった。1954年に現在の名前に改名した。